# Luigi Maiocco
Luigi Arturo Maiocco (* 11. Oktober 1892 in Turin; † 11. Dezember 1965 ebenda) war ein italienischer Turner und dreifacher Olympiasieger.
Er war Mitglied der italienischen Mannschaft, die bei drei aufeinanderfolgenden Olympischen Spielen von 1912 bis 1924 die Goldmedaille im Mannschaftsmehrkampf holte.
Bei den Olympischen Sommerspielen 1920 in Antwerpen erreichte er zudem im Einzelmehrkampf den 7. Platz. Vier Jahre später bei den Olympischen Sommerspielen von Paris nahm er an allen 9 Wettkämpfen im Turnen teil. Als beste Platzierung erreichte er am Seitpferd den 20. Platz.
Im Weiteren gewann er dreimal die italienische Meisterschaft, 1920 in Venedig, 1921 in Trient und 1925 in Cuneo.